# بیماری‌های ذخیره‌ای لیزوزومی
بیماری‌های ذخیره‌ای لیزوزومی (به انگلیسی: Lysosomal storage disease) حدود پنجاه بیماری نادر ارثی هستند که اشکالات متابولیکی در عملکرد لیزوزوم‌ها (یک اندامک داخل سلولی) وجود دارد.
بیماری فابری با نقص در فعالیت یا کمبود آنزیم آلفا - گالاکتوزیداز (alpha-galactosidase A)، بیماری گوشه با نقص در آنزیم بتا-گلوکوسربروزیداز و بیماری نیمن پیک از این گروه هستند.

## بیماریزایی
داخل همه سلول‌های بدن اندامکی به نام لیزوزوم وجود دارد که توسط آنزیم‌هایی که درون آن وجود دارد مواد زائد و برخی مولکول‌های بزرگ موجود در سلول تجزیه شده و از بین می‌روند یا برای استفاده مجدد و بازیافت، به اشکال ساده‌تر تبدیل می‌شوند. در این بیماریها به علت کمبود یکی از آنزیم‌های لیزوزوم اختلالاتی در کارکرد سلول به وجود می‌آید که باعث تجمع ماده زائد (لیپید، گلیکوپروتئین یا موکو پلی ساکارید) در بدن شده و به سلول آسیب رسانده یا باعث مرگ سلول می‌شود. در این بیماری‌ها علائم پیشرونده، دائمی، در همه بیماران تقریباً یکسان و بی ارتباط با تغذیه و حوادث استرس‌زا می‌شود. این بیماری‌ها نادر هستند و معمولاً به دلیل وقوع جهش‌های ژنتیکی اتفاق می‌افتند. نحوه وراثت این بیماری‌ها اغلب اتوزومال مغلوب است اما وراثت تعداد کمی از آن‌ها همچون بیماری فابری و سندرم هانتر به صورت وابسته به اکس مغلوب است. این بیماری‌ها عموماً باعث مرگ کودکان در ماه‌ها و سال‌های ابتدایی زندگی می‌شوند.

## طبقه‌بندی
به روش‌های مختلف می‌توان این بیماری‌ها را طبقه‌بندی کرد مثلاً براساس نوع ماده‌ای که متابولیزه نمی‌شود و در سلول‌ها تجمع می‌یابد (طبقه‌بندی استاندارد)
الف. بیماری‌های ذخیره‌ای چربی
- اسفنگولیپیدوزها مانند بیماری گوشه و نیمن پیک
- گانگلیوزیدوزها مانند تای ساکس
- لکودیستروفی‌ها
ب. بیماریهای ذخیره‌ای موکوپلی ساکارید (موکوپلی‌ساکاریدوزها) مانند سندرم هانتر و بیماری هورلر
ج. بیماری‌های ذخیره‌ای گلیکوپروتئین
د. موکولیپیدوزها
طبقه‌بندی دیگر براساس نوع نقص که در این جدول نمایش داده شده‌است:
| نوع نقص پروتئینی                             | مثال‌هایی از بیماری                                                                                       | پروتئین گرفتار                              |
| -------------------------------------------- | --- | ------------------------------------------- |
| نقص اولیه آنزیمهای لیزوزومی                  | بیماری تای ساکس، I-cell disease, و اسفنگولیپیدوزها (مانند gangliosidosis، بیماری گوشه و بیماری نیمن پیک) | متنوع                                       |
| پیرایش پسارونویسی آنزیم‌ها                    | کمبود مالتیپل سولفاتاز                                                                                   | Multiple sulfatases                         |
| پروتئین‌های ترابری غشاء                       | موکولیپیدوزها type II and IIIA                                                                           | N-acetylglucosamine-1-phosphate transferase |
| Enzyme protecting proteins                   | گالاکتوسیالیدوز                                                                                          | Cathepsin A                                 |
| Soluble nonenzymatic proteins                | GM2-AP deficiency, variant AB, Niemann-Pick disease, type C2                                             | GM2-AP , NPC2                               |
| Transmembrane proteins                       | SAP deficiency                                                                                           | Sphingolipid activator protein s            |
| Transmembrane proteins                       | Niemann-Pick disease, type C1                                                                            | NPC1                                        |
| Transmembrane proteins                       | بیماری ذخیره اسید سیالیک                                                                                 | Sialin                                      |
| Unless else specified in boxes, then ref is: | |                                             |